# Kulm (Dacota do Norte)
Kulm é uma cidade localizada no estado norte-americano da Dacota do Norte, no Condado de LaMoure.

## Demografia
Segundo o censo norte-americano de 2000, a sua população era de 422 habitantes.
Em 2006, foi estimada uma população de 380, um decréscimo de 42 (-10.0%).

## Geografia
De acordo com o United States Census Bureau tem uma área de
0,8 km², dos quais 0,8 km² cobertos por terra e 0,0 km² cobertos por água. Kulm localiza-se a aproximadamente 601 m acima do nível do mar.

## Localidades na vizinhança
O diagrama seguinte representa as localidades num raio de 32 km ao redor de Kulm.